# Phthonosema opisengys
Phthonosema opisengys là một loài bướm đêm trong họ Geometridae.